# Ametroides uvarovi
Ametroides uvarovi är en insektsart som beskrevs av Heinrich Hugo Karny 1935. Ametroides uvarovi ingår i släktet Ametroides och familjen Gryllacrididae. Inga underarter finns listade i Catalogue of Life.